# Pristimantis pedimontanus
Pristimantis pedimontanus es una especie de anfibio anuro de la familia Craugastoridae.

## Distribución
Esta especie es endémica de la ladera sur de la Cordillera de Mérida en Venezuela. Habita entre los 980 y 1700 m de altitud en los estados de Táchira, Barinas, Portuguesa y Lara.

## Descripción
Los machos miden de 26.2 a 33.6 mm y las hembras de 38.8 a 44.8 mm.

## Publicación original
- La Marca, 2004 : Descripción de dos nuevos anfibios del piedmemonte andino de Venezuela. Herpetotropicos, vol. 1, n.º 1, p. 1-9[5]